# Mîkilske, Orihiv
Mîkilske (în ucraineană Микільське) este localitatea de reședință a comunei Mîkilske din raionul Orihiv, regiunea Zaporijjea, Ucraina.

## Demografie
Componența lingvistică a localității Mîkilske
     Ucraineană (95,36%)
     Rusă (4,64%)
Conform recensământului din 2001, majoritatea populației localității Mîkilske era vorbitoare de ucraineană (95,36%), existând în minoritate și vorbitori de rusă (4,64%).